# Ämtbjörk
Ämtbjörk is een plaats in de gemeente Hagfors in het landschap Värmland en de provincie Värmlands län in Zweden. De plaats heeft 67 inwoners (2005) en een oppervlakte van 39 hectare.